# Lost Empire
Lost Empire est un jeu vidéo 4X de stratégie au tour par tour développé par Pollux Gamelabs, sorti en 2007 sur PC (Windows).
Une version améliorée du jeu, Lost Empire: Immortals est sortie le 11 mars 2008.

## Accueil
| Lost Empire: Immortal |      |       |
| Média                 | Pays | Notes |
| Canard PC             | FR   | 4/10  |
| Game Revolution       | US   | D-    |
| Eurogamer             | US   | 4/10  |
| IGN                   | US   | 60 %  |